# Dzieci Indygo
Ten artykuł opisuje teorie, metody lub czynności niezgodne ze współczesną wiedzą medyczną.
Dzieci Indygo – według poglądów związanych z ruchem New Age, ludzie, którzy od wczesnego dzieciństwa charakteryzują się specyficznymi zdolnościami, rzekomo czasem nawet paranormalnymi. Termin pochodzi od publikacji Lee Carroll & Jana Tober (1999): The Indigo Children: The New Kids Have Arrived, a kolor indygo ma być barwą aury wspomnianych osób.

## Krytyka
Psychiatra Russell Barkley uważa, że określanie dziecka z problemami mianem „indygo” może opóźnić jego prawidłową diagnozę i terapię. Profesor David Cohen uważa, że rodzice po prostu wolą postrzegać swoje dzieci jako wyjątkowo obdarzone niż cierpiące na ADHD.

## Wzorce zachowania przypisywane „Dzieciom Indygo” według Doreen Virtue
- Przychodzą na świat z poczuciem królewskiej godności (i często zachowują się zgodnie z nią).
- Mają poczucie „zasługiwania, aby tutaj być” i są zaskoczone, kiedy inni go nie podzielają.
- Poczucie własnej wartości nie jest dla nich istotną kwestią. Często mówią swoim rodzicom, „kim są”.
- Mają problemy z uznaniem bezwarunkowej władzy (nieudzielającej wyjaśnień i niedającej możliwości wyboru).
- Po prostu nie robią pewnych rzeczy; na przykład, czekanie w kolejce jest dla nich trudne.
- Frustrują je systemy oparte na rytuałach i niewymagające twórczego myślenia.
- Często dostrzegają lepsze sposoby robienia czegoś, zarówno w domu, jak i w szkole, co sprawia, że wydają się być „pogromcami systemów” (przeciwnymi każdemu systemowi).
- Wydają się być nastawione antyspołecznie, o ile nie przebywają w towarzystwie podobnych do siebie. Jeśli w ich otoczeniu nie ma osób o poziomie świadomości podobnym do ich poziomu, często zwracają się do swojego wnętrza, czując się, jakby nie rozumiał ich żaden człowiek. Szkoła często jest dla nich niezwykle trudnym doświadczeniem społecznym.
- Nie reagują na dyscyplinę opartą na wywoływaniu poczucia winy.
- Nie wstydzą się mówić o tym, czego potrzebują.

Źródło: Doreen Virtue, Dzieci Indygo: opieka i wsparcie.